# Фара Фосет
Фара Фосет (енгл. Mary Farrah Leni Fawcett) је била америчка глумица, рођена 2. фебруар 1947. године у Корпус Кристију, америчкој савезној држави (Тексас), умрла у Санта Моники, Калифорнија 25. јуна 2009. године.

## Каријера
Каријеру је почела крајем 60-их година у серијама "I Dream of Jeannie ", "Flying Nun" и "Partrids Family". Године 1973. удала се за глумца Лија Мејџорса у чијој је серији : "" (Човек од шест милиона долара) неколико пута и гостовала. Када јој је каријера кренула, продуценти Арон Спелинг и Леонард Голдберг ангажовали су је у тада популарној ТВ-серији Чарлијеви анђели у којима је зарађивала тада баснословних 10.000 долара по епизоди. Но, њеном супругу се није свиђала њена стална запосленост, па је 1977. године напустила серију, којој се као гост, поновно враћа након судске парнице са продуцентима. Брак са Лијем је окончан 1979. године када је почела излазити са Рајаном О’Нилом, са којим је проживела 17 бурних година и с којим има сина Редмонда. Упркос сталним оптужбама да ужива у дрогама, Фосетова то никада није потврдила.

## Болест
Фара Фосет је 2006. године открила да болује од рака дебелог црева, а годину дана после тога одржала је конференцију за новинаре на којој је објавила да се излечила. Болест се убрзо вратила па је Фосетова отишла у Немачку на третман алтернативним методама али јој ни то није помогло. У априлу 2009. године рак се проширио и на јетру те је од тада глумица лечена у болници у Лос Анђелесу.
Фара Фосет преминула је 25. јуна 2009. године у 63. години у болници у Санта Моники.